# Corinna Brown
Corinna Brown, född 24 december 1998 i London, är en brittisk skådespelerska. 
Hon är mest känd för sin roll som Tara Jones i Netflix- serien Heartstopper (2022).